# Dafydd ap Gwilym
Dafydd ap Gwilym (Llanbadarn Fawr, Aberystwyth 1340 - Strata Florida, Dyfed 1380) fou un bard gal·lès, un dels més grans de la literatura gal·lesa medieval.
Era fill dels nobles Gwilym Gam i Ardudfyl. En la seva obra conflueixen la complexitat tècnica i la riquesa lèxica elaborada pels "Bards de la Noblesa", per una banda, i la tradició dels bards populars per l'altra.
Desenvolupà noves formes mètriques, així com una major llibertat formal que influí en generacions posteriors de poetes gal·lesos. Excel·lí en els poemes amorosos, influïts indubtablement per la poesia provençal i en les descripcions de la natura.